# Ту-300
Ту-300 «Коршун-У» — радянський і російський тактичний ударний безпілотний літальний апарат розробки ОКБ імені Туполєва. Призначений для ведення повітряної розвідки та знищення виявлених наземних цілей. Перший політ здійснив 1991 року. Існують також модифікації для ведення радіотехнічної розвідки («Філін-1») та ретрансляції радіосигналів («Філін-2»).

## Історія створення

### Розробка
Розробка тактичного ударного БПЛА з кодовим позначенням «Коршун» розпочалася у Радянському Союзі 1982 року. Спочатку роботи за цим проєктом доручили ДКБ Сухого, проте вже через рік розробку передали до ММЗ «Досвід» ДКБ ім. Туполєва, яке мало більший досвід у створенні БПЛА і створило вдалі безпілотні розвідники Ту-141 і Ту-143, де БПЛА отримав індекс 300 та позначення «Коршун-У». Компонувальні схеми та рішення при цьому були повністю переглянуті, що дало можливість говорити про оригінальну туполівську розробку Ту-300.
Наземне обладнання розробленого безпілотника було уніфіковано із розвідниками Ту-141 та Ту-241. На початку 1990-х років ДКБ створило літаючий екземпляр, який піднявся в повітря в 1991 році, почалися льотні випробування. Розроблений літак активно демонструвався на Міжнародному авіаційно-космічному салоні у Жуковському.
Фінансові труднощі середини 1990-х років змусили ДКБ заморозити розробку Ту-300, але у 2007 році агентство «Інтерфакс» повідомило, що ДКБ Туполєва відновлює роботи над проєктом Ту-300.
Призначення безпілотника (розвідник з можливістю знищення виявлених цілей), схему планера, основні конструкторські рішення, а також наземну апаратуру передбачається на першому етапі залишити без змін. При цьому передбачається, що оновлений БПЛА отримає нові двигуни, з істотно поліпшеними характеристиками, а також сучасну радіотехнічну апаратуру та авіоніку.
Також повідомлялося, що компанія «Туполєв» займається розробкою проєкту безпілотного літального апарата середньої дальності (БАК СД) на базі Ту-300.

## Конструкція
Ту-300 — однодвигунний безпілотний літак з аеродинамічною схемою «качка». Підйомну силу забезпечує трикутне крило невеликого подовження. У носовій частині фюзеляжу розміщено розвідувальну та допоміжну апаратуру, засоби зв'язку та обчислювальний комплекс.
Цільове навантаження (радіоелектронна апаратура або ракетно-бомбове озброєння) розміщується у фюзеляжному відсіку та на зовнішніх точках підвіски. При злітній масі в 4 тонни апарат може брати на борт до тонни цільового навантаження.
На виставках апарат демонструвався з підвішеним контейнером малогабаритних вантажів КМВУ. Це дозволяє припустити, що одним з ударних засобів розроблюваного БПЛА стануть малогабаритні осколково-фугасні та кумулятивно-осколкові авіабомби.
Шасі у безпілотника не передбачено. Старт виробляється з транспортно-пускового контейнера з автомобільного шасі, з використанням 2 твердопаливних прискорювачів. Посадка здійснюється за допомогою парашутної системи, розміщеної у хвостовому відсіку.

## Оператори
- Росія — деяка кількість у Сухопутних військах, станом на 2017 рік[4].